# Alex Pereira

Alex Pereira, 2022

Alex Sandro Silva Pereira (* 7. Juli 1987) ist ein brasilianischer professioneller Mixed-Martial-Arts-Kämpfer und ehemaliger Kickboxer. Derzeit tritt er in der Halbschwergewichtsklasse der Ultimate Fighting Championship (UFC) an, wo er aktueller UFC-Champion im Halbschwergewicht und ehemaliger UFC-Champion im Mittelgewicht ist. Am 17. Dezember 2024 war er die Nummer 3 in der Pound-for-pound-Rangliste der Männer der UFC.